# Nusa Jaya (Manggalewa)
Nusa Jaya is een bestuurslaag in het regentschap Dompu van de provincie West-Nusa Tenggara, Indonesië. Nusa Jaya telt 2244 inwoners (volkstelling 2010).